# Jan Fleischmann

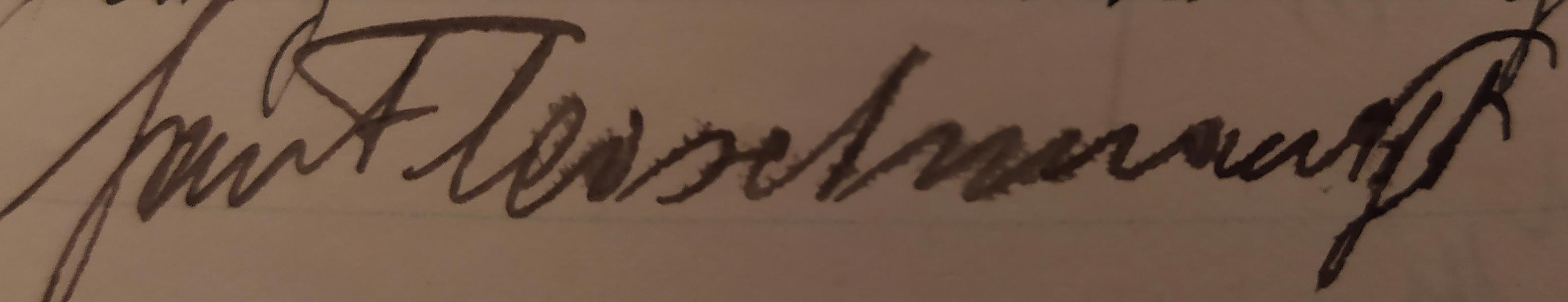
Podpis Jana Fleischmanna.

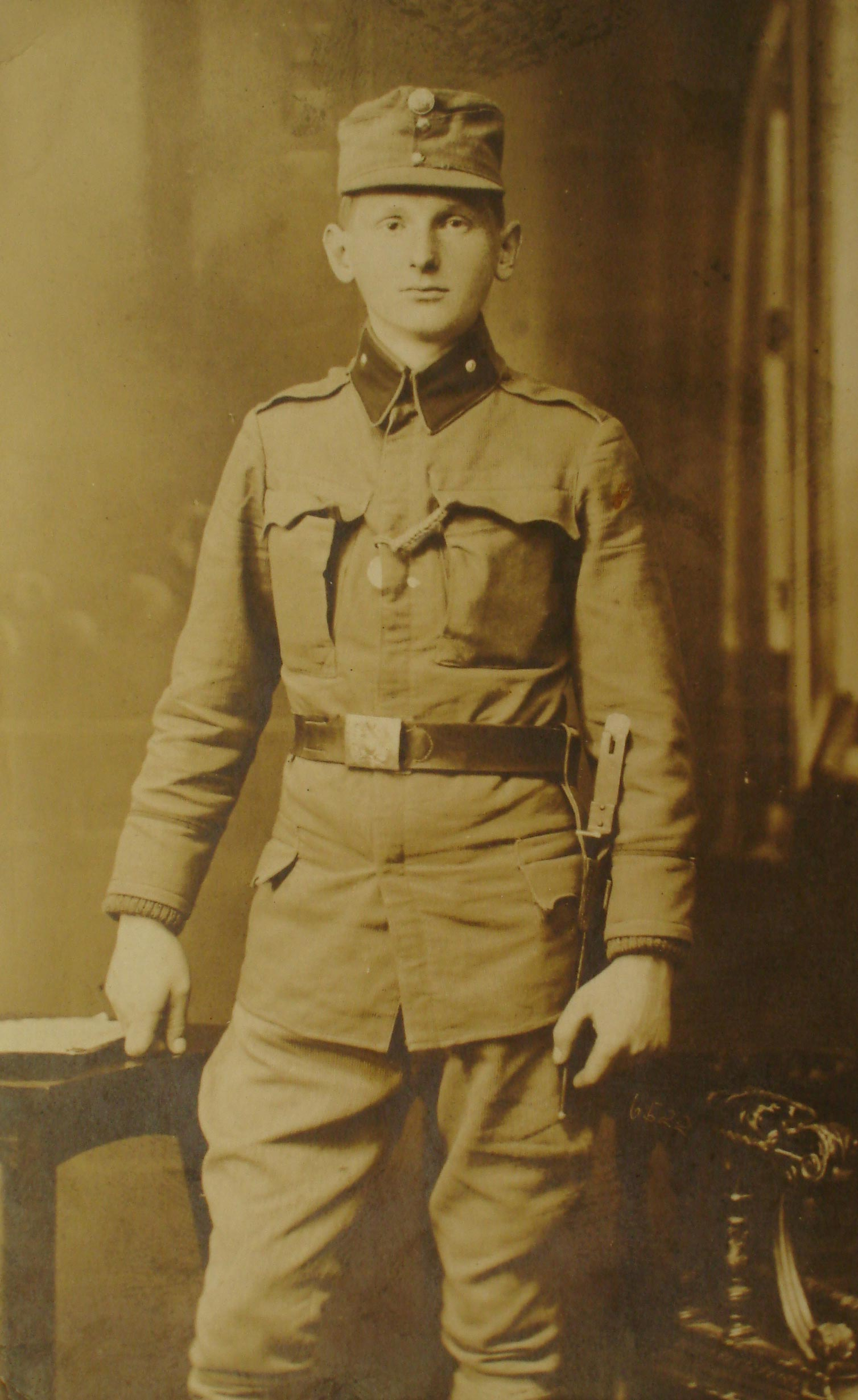
Jan Fleischmann jako żołnierz c. i k. armii.

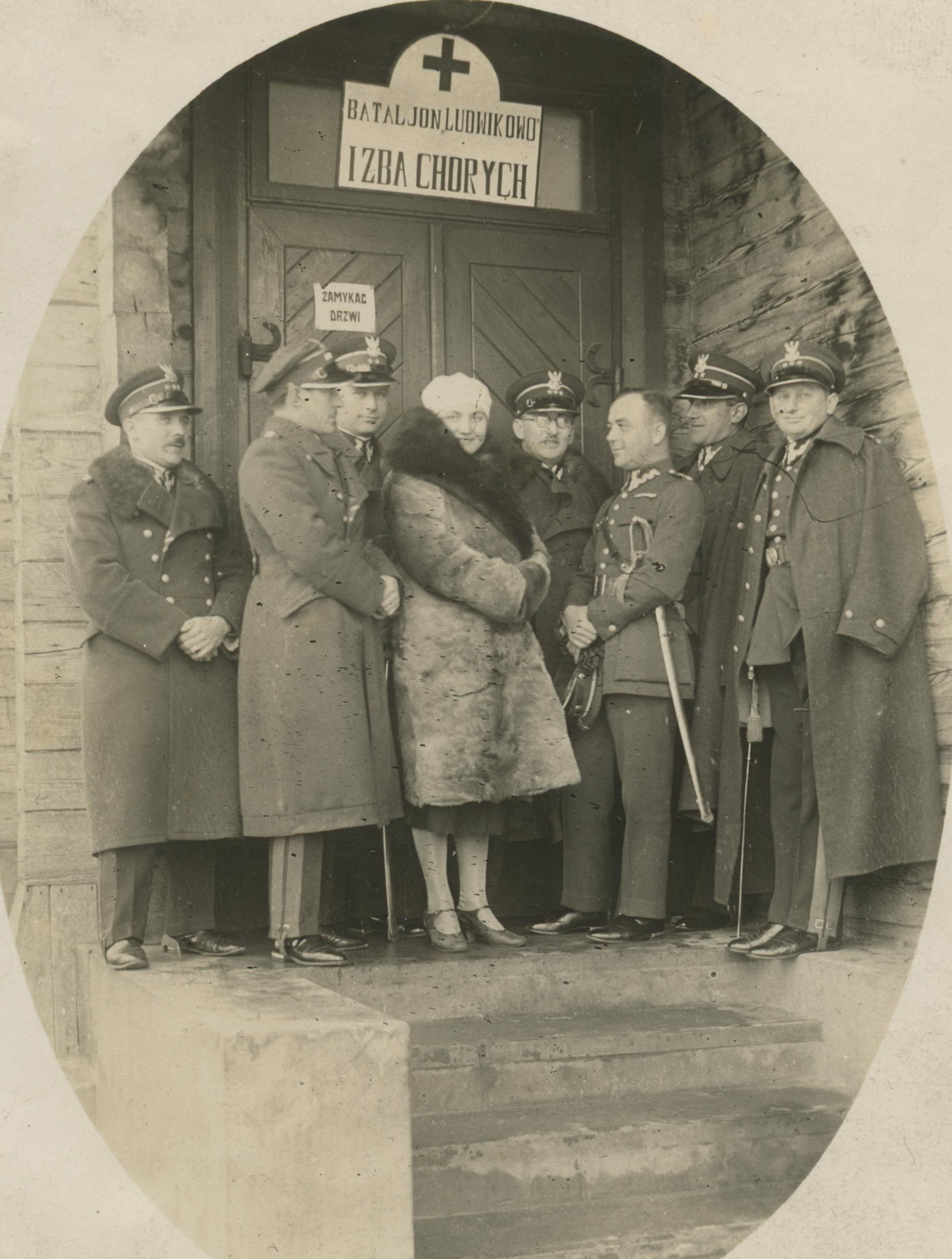
Oficerowie baonu KOP „Ludwikowo” przed izbą chorych - pierwszy z prawej stoi kpt. Jan Fleischmann.

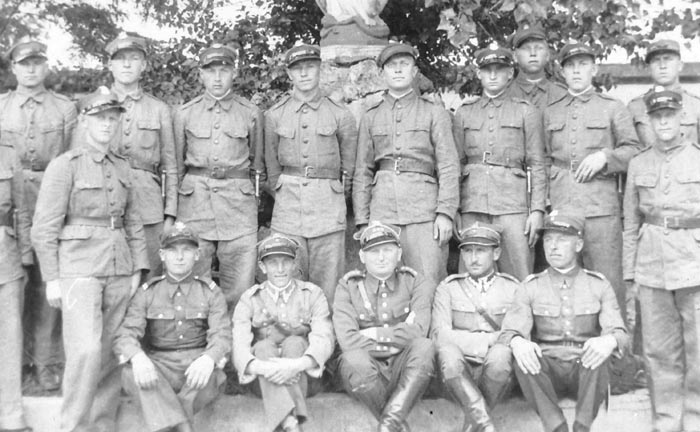
Żołnierze 14 pułku piechoty - w środku siedzi kpt. Jan Fleischmann, na prawo ppor. Ryszard Jagiełło, na lewo ppor. Władysław Stepokura.

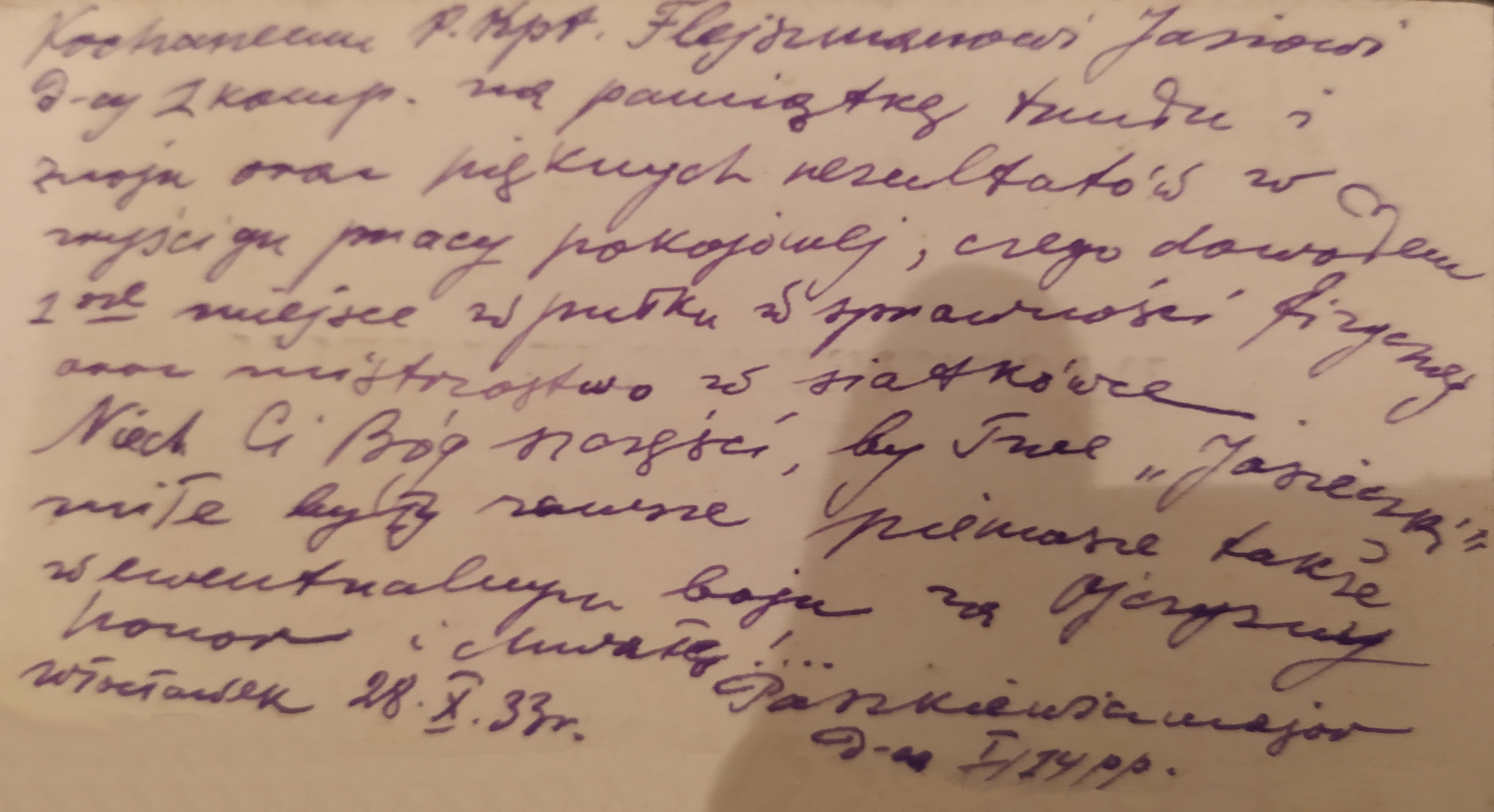
Dedykacja mjr. Wilhelma Paszkiewicza dla kpt. J. Fleischmanna (28.10.1933).

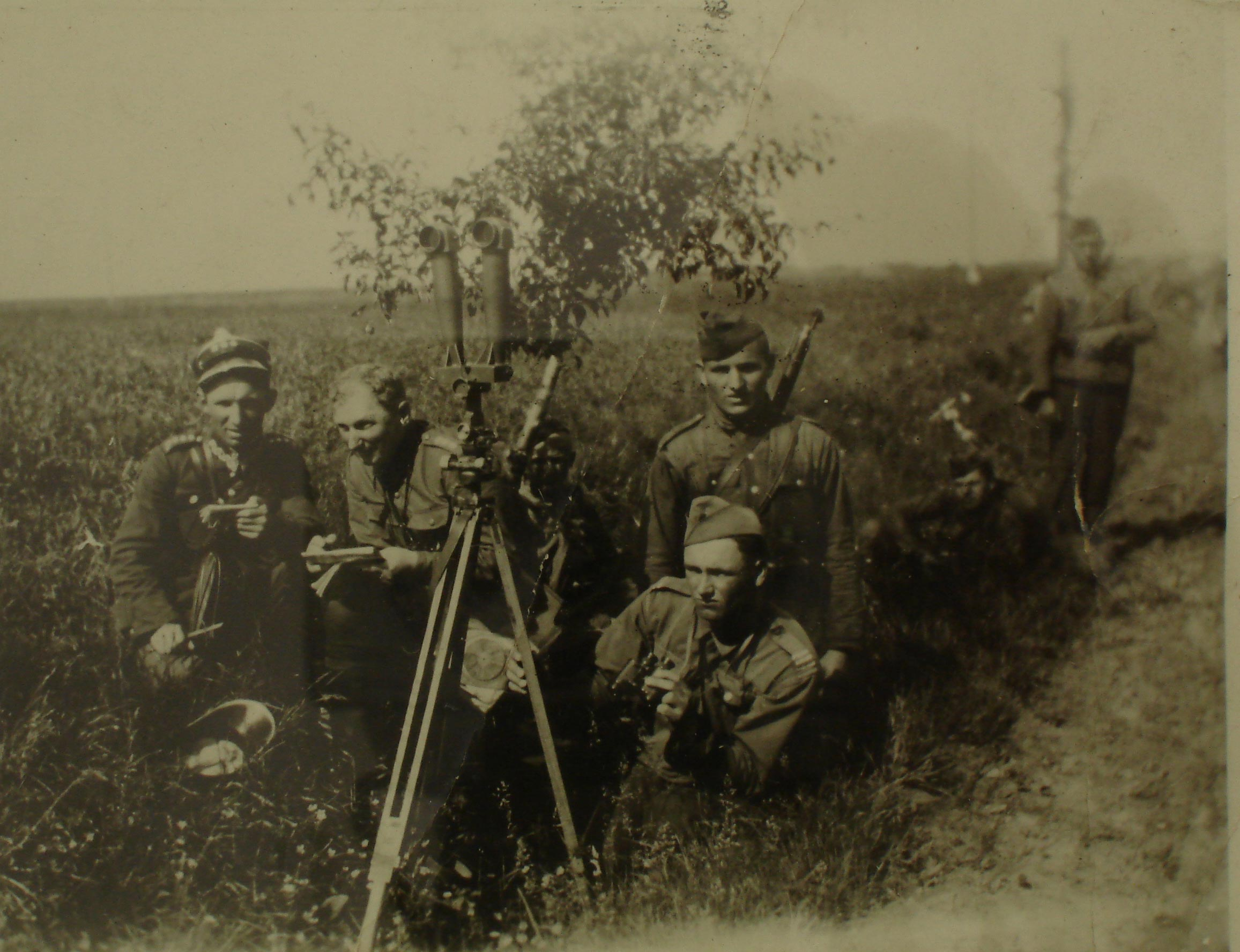
Ćwiczenia 14 pp w terenie - kpt. Józef Rodzeń (pierwszy z lewej) i kapitan Jan Fleischmann (drugi z lewej).

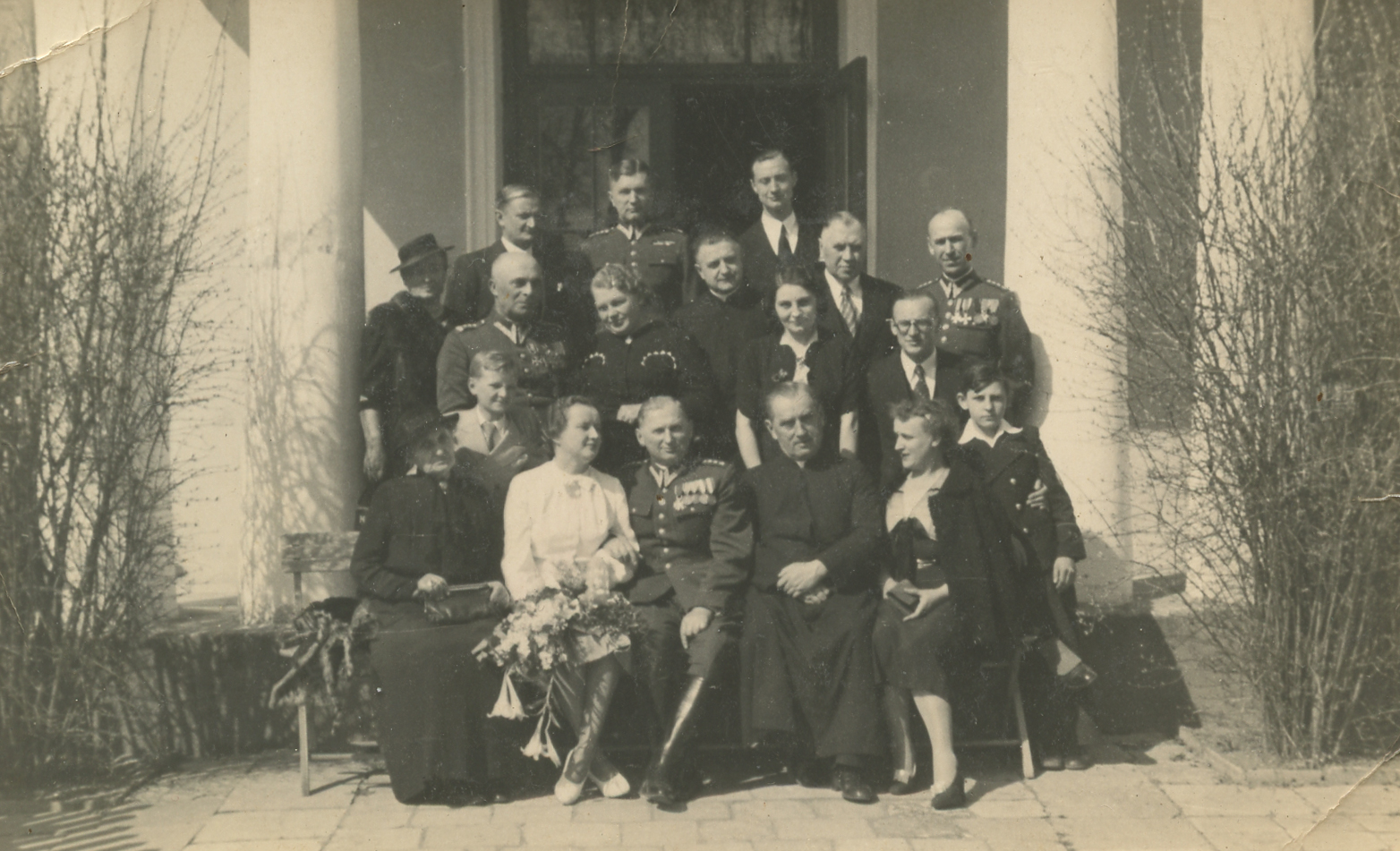
Nieszawa (12.04.1939) - ślub kpt. Jana Fleischmanna z Kazimierą Płoszaj. W trzecim rzędzie pierwszy od prawej stoi kpt. Antoni Berger (adiutant 14pp).

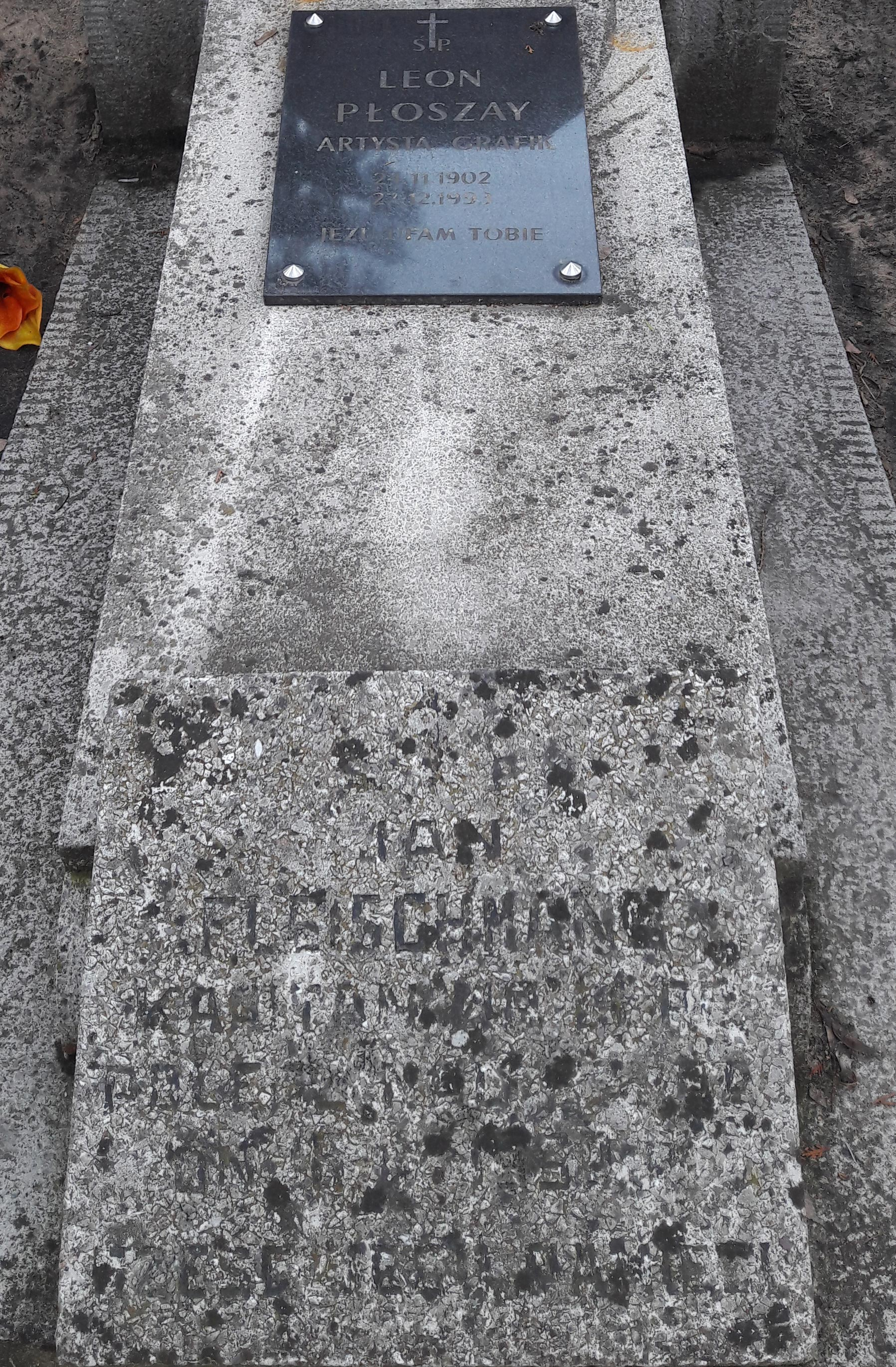
Symboliczna płyta nagrobna kpt. Fleischmanna na włocławskim cmentarzu.

Jan Alfred Wojciech Fleischmann (ur. 20 kwietnia 1893 w Skołyszynie, zm. 17 września 1939 w Przęsławicach) – kapitan administracji piechoty Wojska Polskiego.

## Życiorys
Był synem Antoniego i Anny Leopoldy z Królikowskich. Jan Fleischmann miał trzy siostry: Zofię, Jadwigę i Stanisławę. W roku 1904 rozpoczął naukę w C.K. Gimnazjum Franciszka Józefa we Lwowie. Podczas I wojny światowej służył w armii Austro-Węgier. 
Jako podporucznik Wojska Polskiego uczestniczył w wojnie polsko-ukraińskiej 1918-1919 - bronił Lwowa i Kresów Wschodnich. Formalne przyjęcie do odrodzonego Wojska Polskiego i mianowanie na pierwszy stopień oficerski nastąpiło na mocy dekretu Naczelnego Wodza (marszałka Józefa Piłsudskiego) L. 1823 z dnia 14 stycznia 1920 r. Mocą tegoż dekretu chorąży piechoty Jan Fleischmann został przyjęty do rezerwy armii z powołaniem do czynnej służby na czas wojny, aż do demobilizacji, z jednoczesnym mianowaniem podporucznikiem i przydzieleniem do batalionu zapasowego 24 pułku piechoty. Oddelegowany do Dowództwa Okręgu Generalnego „Kielce”, skąd następnie przeniesiono go do batalionu zapasowego 42 pułku piechoty. Na mocy rozkazu L.1247 wydanego w dniu 23 września 1920 roku przez ministra spraw wojskowych - gen. por. Kazimierza Sosnkowskiego - ppor. piech. Jan Fleischmann został przeniesiony z batalionu zapasowego 42 pp ponownie do batalionu zapasowego 24 pułku piechoty.  
Dekretem Naczelnika Państwa i Wodza Naczelnego z dnia 3 maja 1922 r. (dekret L. 19400/O.V.) został zweryfikowany w stopniu porucznika, ze starszeństwem z dniem 1 czerwca 1919 r. i 1198. lokatą w korpusie oficerów piechoty. Pozostawał wówczas nadal oficerem 24 pułku piechoty. Przez początkowe lata swej kariery wojskowej pełnił służbę w 24 pułku piechoty z Łucka, zajmując w 1923 roku – 1071. lokatę wśród poruczników korpusu piechoty, a w roku 1924 – 268. lokatę pośród poruczników piechoty. Z dniem 15 września 1925 r. został przeniesiony służbowo na VI-ty 3-miesięczny kurs normalny do Centralnej Szkoły Strzelniczej w Toruniu. 
Na podstawie rozporządzenia Prezydenta Rzeczypospolitej Stanisława Wojciechowskiego z dnia 3 maja 1926 r. został awansowany do rangi kapitana, ze starszeństwem z dniem 1 lipca 1925 roku i 168. lokatą w korpusie oficerów piechoty. 

## Służba w Korpusie Ochrony Pogranicza
Zarządzeniem Ministra Spraw Wojskowych opublikowanym dnia 31 marca 1927 r. został przeniesiony (w korpusie oficerów piechoty) do Korpusu Ochrony Pogranicza. W dniu 21 kwietnia 1927 r. kpt. Jan Fleischmann przybył do Dowództwa 5 Brygady KOP (brygada KOP „Polesie”) i z dniem 29 kwietnia tegoż roku przydzielony został do batalionu KOP „Ludwikowo” (15 batalion graniczny). Marszałek Józef Piłsudski (minister spraw wojskowych) zarządzeniem ogłoszonym dnia 23 grudnia 1927 r. przeniósł kpt. Jana Fleischmanna do kadry oficerów piechoty, z pozostawieniem na dotychczas zajmowanym stanowisku. Na mocy rozkazu z dnia 31 stycznia 1928 roku kpt. Fleischmann wybrany został, jako przedstawiciel 15 batalionu KOP, do składu Oficerskiego Sądu Honorowego dla oficerów młodszych 5 Brygady KOP, orzekającego przy dowództwie tejże brygady. Stanowisko sędziego Sądu Honorowego dla oficerów młodszych Brygady KOP „Polesie” (przy dowództwie brygady) pełnił również na rok 1930/31. Na zasadzie rozkazu L.6642/26 Dowódcy KOP został z dniem 1 stycznia 1931 roku zaszeregowany według funkcji na stanowisku dowódcy 3 kompanii granicznej „Pieszczanka”, wchodzącej w skład batalionu „Ludwikowo”. Na rok 1932 ponownie został wybrany sędzią – do składu I kompletu orzekającego Oficerskiego Sądu Honorowego dla młodszych oficerów przy dowództwie brygady „Polesie”. W Korpusie Ochrony Pogranicza kpt. Jan Fleischmann pełnił służbę do marca 1932 roku, zajmując w roku 1928 – 162. lokatę wśród kapitanów piechoty ze swego starszeństwa (pozostawał wówczas jeszcze oficerem nadetatowym 24 pułku piechoty), a w 1930 roku – 1277. lokatę łączną wśród kapitanów korpusu piechoty (była to jednocześnie już 132. lokata w starszeństwie). Podczas swej służby w KOP-ie odznaczony został: Medalem Pamiątkowym za Wojnę 1918–1921 (w dniu 22 listopada 1928 r.), Medalem Dziesięciolecia Odzyskanej Niepodległości (w dniu 1 grudnia 1928 r.) oraz Odznaką Pamiątkową KOP „Za Służbę Graniczną” (w dniu 7 listopada 1929 r.).  

## Służba w 14 pułku piechoty
Zarządzeniem opublikowanym w dniu 23 marca 1932 roku Minister Spraw Wojskowych przeniósł, w korpusie oficerów piechoty, kpt. Jana Fleischmanna z Korpusu Ochrony Pogranicza do 14 pułku piechoty z Włocławka (przeniesienie to potwierdzone zostało Rozkazem Nr 12 z dnia 6 kwietnia 1932 r. wydanym przez Ministerstwo Spraw Wewnętrznych – Korpus Ochrony Pogranicza). Służbę wojskową w 14 pułku piechoty Ziemi Kujawskiej kpt. Fleischmann pełnił do września 1939 roku. 
Służąc we włocławskim pułku piastował przez szereg lat funkcję oficera mobilizacyjnego. W roku 1932 zajmował 118. lokatę pośród kapitanów piechoty w swoim starszeństwie. W tym samym roku został członkiem zarządu klubu sportowego „Cuiavia” we Włocławku, którego prezesem był ówczesny dowódca 14 pułku piechoty – płk. Ignacy Misiąg (w skład zarządu weszli również inni oficerowie 14 pp: kpt. Jan Witkowski i por. Józef Koziński). Nastąpił wtedy bardzo dynamiczny rozwój klubu, skutkujący powstaniem wielu nowych sekcji, w tym: piłki nożnej, lekkoatletycznej, pięściarskiej, szermierczej i łuczniczej. Sekcja kajakarska klubu była członkiem Polskiego Związku Kajakowców, a kpt. Fleischmann był w niej jednym z trzech mianowanych przez PZKaj. przodowników (pozostałymi byli kpt. Jan Witkowski i por. Józef Koziński). Kapitan Jan Fleischmann pełnił również (w roku 1934) funkcję zastępcy przewodniczącego Sądu Honorowego 14 Pułku Piechoty. 
Na dzień 1 lipca 1933 roku zajmował 955. lokatę łączną wśród kapitanów piechoty (była to zarazem 115. lokata w starszeństwie), a w dniu 5 czerwca 1935 r. była to już 797. lokata łączna pośród kapitanów korpusu piechoty (a jednocześnie 97. lokata w swoim starszeństwie). Zarządzeniem Prezesa Rady Ministrów z dnia 19 marca 1936 r. został odznaczony, za zasługi w służbie wojskowej, Srebrnym Krzyżem Zasługi. W roku 1939 przekazał na rzecz Funduszu Obrony Narodowej znaczącą kwotę 260 zł. Na dzień 23 marca 1939 roku zajmował 75. lokatę wśród kapitanów korpusu oficerów administracji w swoim starszeństwie i nadal piastował stanowisko oficera mobilizacyjnego w 14 pułku piechoty.

## Kampania wrześniowa 1939 roku
Zgodnie z przydziałem mobilizacyjnym kapitan Jan Fleischmann wchodził w skład Oddziału Zbierania Nadwyżek 14 pułku piechoty. Po wybuchu wojny pozostał więc w koszarach, mając do swojej dyspozycji jedynie oddział wartowniczy złożony z powołanych rezerwistów, i prowadził pracę mobilizacyjną na rzecz 144 pułku piechoty rezerwowego, którego II i III bataliony były mobilizowane we Włocławku. Dnia 8 września razem ze 150 ochotnikami z garnizonu Włocławek dołączył do pułku, który znajdował się wówczas na postoju ubezpieczonym w rejonie gajówki Józefów i jeziora Łuba. W tym też dniu, na mocy rozkazu dziennego, został mianowany kwatermistrzem pułku.
Brał udział w walkach toczonych przez 14 pułk piechoty podczas bitwy nad Bzurą, największej bitwy kampanii wrześniowej. Poległ 17 września pod Przęsławicami. Jego zwłoki znalazł po południu dnia następnego chorąży 14 pp Stanisław Kopf i pochował je nieopodal przydrożnego krzyża.  
Następnie ciało kapitana przeniesiono i pochowano w wydzielonej kwaterze wojennej żołnierzy Wojska Polskiego na cmentarzu Parafii Rzymskokatolickiej pw. św. Matki Bożej Królowej Polski w Iłowie . Symboliczny nagrobek kapitana Jana Fleischmanna znajduje się na Cmentarzu Komunalnym we Włocławku (sektor 34-4-56). 
W dniu 1 lipca 1945 r. Naczelny Wódz Polskich Sił Zbrojnych, gen. dyw. Tadeusz Bór-Komorowski, zatwierdził pośmiertny awans kpt. Fleischmanna do stopnia majora służby stałej piechoty z dniem 1 stycznia 1946 roku.

## Rodzina
W dniu 12 kwietnia 1939 r. zawarł w Nieszawie związek małżeński z Kazimierą Janiną z domu Płoszaj (urodzoną 12 stycznia 1901 r. we Włocławku, zmarłą 23 lipca 1990 r. w Warszawie i spoczywającą na Cmentarzu Północnym), córką Jakuba i Małgorzaty z Trojanowskich. Z ich związku urodził się w dniu 5 czerwca 1940 r. w Kielcach syn Jan Andrzej (zmarł dnia 10 sierpnia 2019 roku). Po zakończeniu działań wojennych żona wraz z synem powrócili do Włocławka i zamieszkali przy ulicy Orlej 5. Kazimiera Fleischmann piastowała wówczas stanowisko prezeski Związku Rezerwistek, a podczas odbywających się w dniu 13 października 1945 r. we Włocławku uroczystości nadania sztandaru 73 pułkowi artylerii haubic, obdarzono ją godnością matki chrzestnej tegoż sztandaru. 

## Ordery i odznaczenia
- Srebrny Krzyż Zasługi (19 marca 1936)[43][29][31]
- Medal Pamiątkowy za Wojnę 1918–1921[r]
- Medal Dziesięciolecia Odzyskanej Niepodległości[s]
- Srebrny Medal za Długoletnią Służbę[44]
- Brązowy Medal za Długoletnią Służbę[45]
- Odznaka Honorowa „Orlęta”[3]
- Odznaka Pamiątkowa Korpusu Ochrony Pogranicza „Za Służbę Graniczną”[t]
- Państwowa Odznaka Sportowa